# سوني برافو
سوني برافو هو عازف جاز كوبي، ولد في 7 أكتوبر 1936.

## وصلات خارجية
- سوني برافو على موقع ميوزك برينز (الإنجليزية)
- سوني برافو على موقع ديسكوغز (الإنجليزية)